# Hank Mobley
Hank Mobley, właśc. Henry Mobley (ur. 7 lipca 1930 w Eastman, zm. 30 maja 1986 w Filadelfii) – amerykański saksofonista i kompozytor jazzowy.
Nagrał wiele albumów zarówno jako lider, jak i sideman, współpracując z licznymi muzykami, pośród których znaleźli się m.in. Art Blakey, Kenny Burrell, Donald Byrd, Sonny Clark, Miles Davis, Kenny Dorham, Kenny Drew, Curtis Fuller, Paul Gayten, Dizzy Gillespie, Herbie Hancock, Freddie Hubbard, Elvin Jones, Lee Morgan, Max Roach, Archie Shepp, Horace Silver i Jimmy Smith. Był związany przede wszystkim z wytwórnią Blue Note.

## Dyskografia
Opracowano na podstawie materiału źródłowego.
| - Newark 1953 (Uptown, 1953) - Hank Mobley Quartet (Blue Note, 1955) - The Jazz Message of Hank Mobley (Savoy, 1956) - Mobley’s Message (Prestige, 1956) - Mobley’s 2nd Message (Prestige, 1956) - Jazz Message No. 2 (Savoy, 1957) - Hank Mobley Sextet (Blue Note, 1957) - Hank Mobley and His All Stars (Blue Note, 1957) - Hank Mobley Quintet (Blue Note, 1957) - Hank (Blue Note, 1957) - Hank Mobley (Blue Note, 1957) - Curtain Call (Blue Note, 1957) - Poppin’ (Blue Note, 1957) - Peckin’ Time (Blue Note, 1958) - The Complete Blue Note Hank Mobley Fifties Sessions (Mosaic, 1955-1958) - Soul Station (Blue Note, 1960) - Roll Call (Blue Note, 1960) - Workout (Blue Note, 1961) - Another Workout (Blue Note, 1961) - No Room for Squares (Blue Note, 1963) - The Feelin’s Good (Blue Note, 1963) - Straight No Filter (Blue Note, 1963) - The Turnaround! (Blue Note, 1965) - Dippin’ (Blue Note, 1965) - A Caddy for Daddy (Blue Note, 1965) - A Slice of the Top (Blue Note, 1966) - Hi Voltage (Blue Note, 1967) - Third Season (Blue Note, 1967) - Far Away Lands (Blue Note, 1967) - Reach Out (Blue Note, 1968) - The Flip (Blue Note, 1969) - Thinking of Home (Blue Note, 1970) - Breakthrough! (Muse, 1972) Art Blakey, Jazz Messengers: - At the Cafe Bohemia, Vol. 1 (Blue Note, 1955) - At the Cafe Bohemia, Vol. 2 (Blue Note, 1955) - The Jazz Messengers (Columbia, 1956) - Originally (Columbia, 1956) - At the Jazz Corner of the World (Blue Note, 1959) Kenny Burrell: - All Night Long (Prestige, 1956) - K. B. Blues (Blue Note, 1957) Donald Byrd: - Byrd’s Eye View (Transition, 1955) - Byrd in Flight (Blue Note, 1960) - A New Perspective (Blue Note, 1963) - Mustang! (Blue Note, 1966) - Blackjack (Blue Note, 1967) Sonny Clark: - Dial „S” for Sonny (Blue Note, 1957) - My Conception (Blue Note, 1959) Al Cohn, John Coltrane, Zoot Sims: - Tenor Conclave (Prestige, 1956) Miles Davis: - Someday My Prince Will Come (Columbia, 1961) - The Complete Blackhawk (Columbia, 1961) - Miles Davis at Carnegie Hall (Columbia, 1961) Kenny Dorham: - Afro-Cuban (Blue Note, 1955) - Whistle Stop (Blue Note, 1961) | Kenny Drew: - This Is New (Riverside, 1957) - Undercurrent (Blue Note, 1960) Art Farmer: - Farmer’s Market (New Jazz, 1956) Curtis Fuller: - The Opener (Blue Note, 1957) - Sliding Easy (United Artists, 1959) Dizzy Gillespie: - Afro (Norgran, 1954) - Dizzy and Strings (Norgran, 1954) - Jazz Recital (Norgran, 1955) Grant Green: - I Want to Hold Your Hand (Blue Note, 1965) Johnny Griffin: - A Blowin’ Session (Blue Note, 1957) Herbie Hancock: - My Point of View (Blue Note, 1963) Freddie Hubbard: - Goin’ Up (Blue Note, 1960 - Blue Spirits (Blue Note, 1965) J. J. Johnson: - The Eminent Jay Jay Johnson Volume 2 (Blue Note, 1955) Elvin Jones: - Together! (z Phillym Joem Jonesem; Atlantic, 1961) - Midnight Walk (Atlantic, 1966) Lee Morgan: - Introducing Lee Morgan (Savoy, 1956) - Lee Morgan Sextet (Blue Note, 1957) - Cornbread (Blue Note, 1965) - Charisma (Blue Note, 1966) - The Rajah (Blue Note, 1966) Dizzy Reece: - Star Bright (Blue Note, 1959) Freddie Roach: - Good Move! (Blue Note, 1963) Rita Reys: - The Cool Voice of Rita Reys (Columbia, 1956) Max Roach: - The Max Roach Quartet featuring Hank Mobley (Debut, 1954) - Max Roach + 4 (EmArcy, 1957) - The Max Roach 4 Plays Charlie Parker (EmArcy, 1957) - MAX (Argo, 1958) Archie Shepp: - Yasmina, a Black Woman (BYG Actuel, 1969) - Poem for Malcolm (BYG Actuel, 1969) Horace Silver: - Horace Silver and the Jazz Messengers (Blue Note, 1955) - Silver’s Blue (Columbia, 1956) - 6 Pieces of Silver (Blue Note, 1956) - The Stylings of Silver (Blue Note, 1957) Jimmy Smith: - A Date with Jimmy Smith Volume One (Blue Note, 1957) - A Date with Jimmy Smith Volume Two (Blue Note, 1957) Julius Watkins: - Julius Watkins Sextet (Blue Note, 1955) |